# Steven Brian Pennell
Steven Brian Pennell (* 1957 oder 1958; † 14. März 1992) alias Corridor Killer oder The I-40 Killer war ein US-amerikanischer Serienmörder, der wegen zweifachen Mordes zum Tode verurteilt wurde. Seine Hinrichtung 1992 war die erste seit 45 Jahren in Delaware.
In den Jahren 1987 und 1988 fand man entlang des Highways 40 und des Highways 13 fünf ermordete Prostituierte, die Spuren von Folterungen und Vergewaltigung aufwiesen. Um den Täter zu überführen, wurden als Prostituierte verkleidete Polizistinnen entlang der Highways eingesetzt. Nach zwei Monaten hielt schließlich ein Mann bei Officer Renee Lano, auf welchen das vom FBI angefertigte Täterprofil passte. Als sie mit ihm um den Preis für ihre Dienste verhandelte, kratzte sie unauffällig einige Fasern vom Teppich seines Autos ab. In einem FBI-Labor stellte man die Übereinstimmung der Fasern von Pennells Wagen mit den Fasern fest, welche bei einem der Opfer gefunden worden waren. 
Am 29. November 1988 wurde Steven Penell verhaftet und des Mordes an Shirley Ellis und Catherine DiMauro überführt. Die anderen drei Morde konnten ihm trotz der Ähnlichkeit zu den zwei anderen Tötungsdelikten nicht zweifelsfrei nachgewiesen werden. 
Er wurde am 30. Oktober 1991 zum Tode verurteilt und am 14. März 1992 mit der Giftspritze hingerichtet.